# 输入阻抗

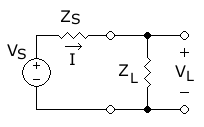
简单的功率输入输出电路模型：Z_{S}是负载端看进电路的阻抗，而Z_{L}是功率输入端看进去的阻抗。

电路的输入阻抗（英語：input impedance）是指电路从输入功率源方向“看进”电路时所等效的阻抗。如果功率源提供了已知的电压和电流，这阻抗可以通过欧姆定律求得。输入阻抗是电路的戴维寧等效，其模型是一个RL（电阻-电感）或RC（电阻-电容）组合，得到的等效电路能与原电路对外产生相同的响应效果。